# Gary Chapman (Schwimmer)
Gary Arthur Chapman (* 12. März 1938 in Brighton-Le-Sands; † 23. September 1978 nahe Little Bay) war ein australischer Schwimmer.
Bereits im Alter von 14 Jahren nahm Chapman 1952 erstmals an den australischen Meisterschaften im Schwimmen teil und konnte in der Strecke über 440 yds Freistil den bestehenden nationalen Rekord um beinahe drei Sekunden unterbieten. Zwei Jahre später brach er den Rekord über 880 yds Freistil um 12,8 Sekunden. Im selben Jahr nahm der Australier zum ersten Mal an internationalen Wettkämpfen teil – den British Empire and Commonwealth Games in Vancouver. In Kanada gewann er Gold über 440 yds Freistil und mit der Staffel über 4 × 220 yds Freistil. Auch in der längeren Distanz über 1650 yds Freistil konnte er eine Medaille erringen – die bronzene. 1956 nahm er an den Olympischen Spielen teil. Bei den in seinem Heimatland stattfindenden Spielen gewann er über 100 m Freistil Bronze. Über 4 × 200 m Freistil schwamm er mit der Staffel im Vorlauf, wurde aber im Finale ersetzt. Aufgrund der damals geltenden Regeln wurde ihm die im Finale gewonnene Goldmedaille nicht verliehen. Im Jahr 1958 mit immer noch erst 20 Jahren nahm er erneut an den British Empire and Commonwealth Games teil. In Cardiff gewann er mit der Staffel über 4 × 220 yds Freistil und 4 × 110 yds Lagen Gold, als Einzelsportler über 110 yds Freistil Silber. Im Anschluss beendete er seine Karriere. Chapman starb 1978 als sein Boot nahe Little Bay kenterte.